# Primož pri Ljubnem
Primož pri Ljubnem je naselje v Občini Ljubno. Razloženo naselje samotnih kmetij leži v Zgornji Savinjski dolini na južnem pobočju smrekovškega pogorja pod Zelenjakom (1228m). Nahaja se med potokom Ljubnico in njegovim povirnim krakom Žepom na vzhodu ter potokom Revsovim grabnom na zahodu. K naselju spadajo tudi hiše na prodni terasi na levem bregu reke Savinje nad Ljubnim ob Savinji. Najpomembnejši dohodek je od gozdarstva, na nižje ležečih kmetijah pa tudi od živinoreje. Na hribu stoji razgledna cerkev svetega Primoža in Felicijana iz 15. stoletja. Do vrha Primoža vodita planinska pot in makadamska cesta.